# 甘泉镇 (陇南市)
甘泉镇，是中华人民共和国甘肃省陇南市武都区下辖的一个乡镇级行政单位。

## 行政区划
甘泉镇下辖以下地区：
木瓜村、何家村、杨家庙村、龙湾村、渠子村、李河村、董家沟村、赵坪村、甘街村、双沟村、童庄村、樊坝村、玉沟村、旗杆村、成沟村、候山村和张鞍村。